# Virtua Fighter
Virtua Fighter és un videojoc de baralles (lluita d'un personatge contra altre) de 1993 desenvolupat per l'estudi de SEGA AM2 dirigit per Yu Suzuki. És un dels pioners en matèria de polígons. L'equip AM2 també va desenvolupar al voltant de la mateixa època el Virtua Racing, videojoc de carreres amb gràfics totalment poligonals. En cas d'haver patentat AM2 la tecnologia per la qual un pot canviar les càmeres dins del joc, ara pràcticament totes les companyies desenvolupadores haurien de pagar-li drets d'autoria.
La jugabilitat era bastant senzilla, amb una palanca d'adreça i 3 botons: un de punyada, altre de puntada i altre de bloqueig. Amb combinacions dels mateixos era possible realitzar colps especials i claus, però cap del tipus ficció de jocs com Street Fighter II. Cada personatge posseïa un estil d'art marcial real i únic. Per exemple, el personatge Wolf era expert en lluita lliure americana, Jacky i la seua germana Sarah dominaven el Jeet Kune Do, Kage-Maru el Jiu Jitsu, etc. L'única cosa exagerada en aquest joc era l'altura a la qual podien saltar els personatges.
El joc de recreativa va ser traslladat a la consola domèstica Saturn per a la seua eixida al mercat, sent molt fidel a aquesta. Va tenir un símil de seqüela, "Virtua Fighter Remix", amb teixidures en els polígons i altres millores de tipus gràfic. També va ser traslladat a la consola "add-on" Megadrive 32X, amb excel·lents resultats tècnics, però no tant en vendes.
Ha tingut diverses seqüeles en arcade, que encara que en principi es veien destinades a viatjar a les consoles de Sega en exclusivitat, a partir del 2001 s'han vist repartides en altres plataformes.
També existeix una sèrie d'animació japonesa sobre Virtua fighter (concretament, sobre Virtua Fighter 2). En aquesta sèrie els personatges apareixen caracteritzats bastant més joves que en els jocs, amb els seus rols lleugerament o completament alterats i mostrant un colp o atac característic del joc en cada episodi.

## Personatges (amb el seu estil de lluita)
- Akira Yuki (Japó) - Hakkyoku Ken (Bajiquan)
- Jacky Bryant (EUA) - Jeet Kune Do
- Sarah Bryant (EUA) - Arts Marcials
- Wolf Hawkfield (Canadà) - lluita lliure professional
- Jeffry McWild (Austràlia) - Pancratium
- Kage Maru (Japó) - Hagakure-ryu Jiu Jiutsu
- Pai Chan (Xina) - Ensei-Ken
- Lau Chan (Xina) - Koen-Ken (Tiger-Swallow Fist)
- Lion Rafale (França) - Kung Fu Mantis (Tourou-Ken)
- Shun Di - (Xina) Drunken Kung Fu
- Aoi Umenokouji (Japó) - aikidō i judo (aiki jiu jiutsu)
- Taka Arashi (Japó) - Sumo
- Vanessa Lewis (Brasil) - Vale tudo
- Lei Fei - (Xina) Shaolin-Ken
- Brad Burns (Itàlia) - Muay Thai
- Goh Hinogami (Japó) - Judo
- Eileen (Xina) - kuo-ken (monkey kung fu)
- El Blaze (Mèxic) - Lluita lliure
- Dural (Creació de l'organització J6) - Mescla de tots els estils jugables

## Cronologia (Títol, any, placa arcade i conversió domèstica)
- Virtua Fighter (1993 - Sega Model 1) Saturn.
- Virtua Fighter Remix (1995 - ST-V) Saturn.
- Virtua Fighter 2 (1995 - Sega Model 2) Saturn, PC, PlayStation 2.
- Virtua FIghter Kids (1996 - ST-V) Saturn.
- Virtua Fighter 3 (1997 - Sega Model 3).
- Virtua Fighter 3 Team battle (1998 - Sega Model 3) 1998 - Dreamcast.
- Virtua Fighter 4 (2001 - Sega Naomi 2) Playstation 2.
- Virtua Fighter 4.1 Evolution - Playstation 2.
- Virtua Fighter 4.2 Final Tuned (2004).
- Virtua Fighter 5 (2006 - Sega Lindbergh) 2007 - Xbox 360 i Playstation 3.
- Virtua Fighter 5 R (2008 - Lindbergh).